# L9A2 (mina)
L9A2 – brytyjska mina przeciwpancerna (przeciwtransportowa).
Mina przeciwpancerna Mk7 o działaniu naciskowym jest przeznaczona do niszczenia gąsienic i kół pojazdów mechanicznych. Składa się z kadłuba z tworzyw sztucznych w kształcie prostokątnym, zapalnika oraz ładunku materiału wybuchowego.